# Jan Josef Deym ze Stříteže
Jan Josef Deym ze Střítěže (německy Joseph von Deym zu Strzitez, 4. dubna 1752 Bátorove Kosihy – 27. ledna 1804, Praha) byl český šlechtic, voják a dobrodruh z nemyšlské větve rodu Deymů ze Stříteže. Používal také pseudonym Joseph Müller.

## Život

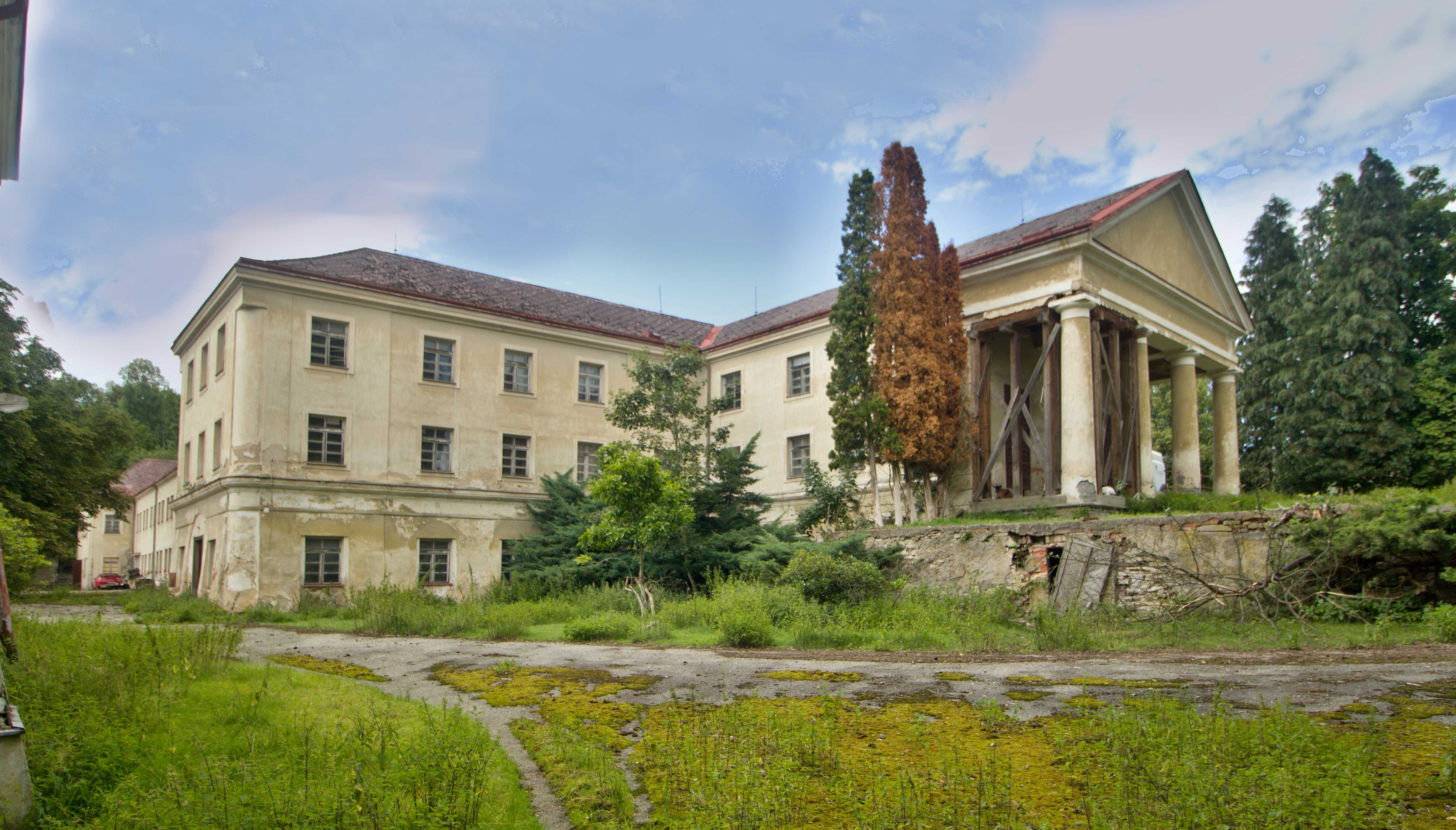
Zámek Nemyšl na Táborsku

Jan Nepomuk Josef František de Paula hrabě Deym ze Stříteže (Johann Nepomuk Joseph Franz de Paula Graf von Deym Freiherr von Střítež) se narodil 4. dubna 1752 v hornouherských Bátorových Kosihách jako syn Bernarda Václava Deyma ze Stříteže a jeho manželky, svobodné paní Marie Anny Malovcové z Malovic.
V mládí sloužil v jezdeckém pluku kyrysníků císařské armády. Byl znám pro svou veselou a odvážnou povahu a nevyhýbal se ani osobním soubojům. Při jednom takovém zranil svého soka a domnívaje se, že ho usmrtil, uprchl do Nizozemska a změnil si jméno na Müller. Nějaký čas pobýval v Holandsku a později v Neapolském království.
Živil se různě, jak se dalo. Vyřezával voskové sošky a živil se jejich prodejem na trhu či mezi známými. Jeho nadání si všimla samotná neapolská královna Marie Karolína, která si výtvory Jana Josefa oblíbila natolik, že mu udělila licenci na výrobu odlitků antických soch podle vykopávek v Pompejích a Herkulaneu, které v té době byly velmi oblíbené. Odlitky hraběte Deyma/Müllera měly velký úspěch a roku 1796 je představil také ve Vídni, kde zaujal uměnímilovnou veřejnost. I zde měly jeho výtvory obrovský úspěch a větší množství kusů si objednal dokonce ředitel galerie vídeňského Belvederu.
V té době rovněž vyšlo najevo, že „Müller“ je oním pohřešovaným Deymem ze souboje. Císař František mu mladický čin odpustil, udělil mu milost a potvrdil mu jméno i hraběcí titul. Jan Josef Deym ze Stříteže se dokonce stal císařským komorníkem.
Oženil se s uherskou hraběnkou Josefínou Brunswickovou z Korompy, narodil se jim syn Bedřich Josef, který se později stal výraznou osobností české společnosti první poloviny 19. století, a dokonce zřejmě nejvýznamnějším členem rodu Deymů. Josefína nebo její sestra Terezie mohly být adresátkami slavného dopisu Ludwiga van Beethovena.
Jan Josef Deym ze Stříteže zemřel v Praze dne 27. ledna 1804.